# Raison, discussions et un conte
Raison, discussions et un conte (titre original : Jukti, Takko ar Gappo) est un film indien réalisé par Ritwik Ghatak en 1974 et sorti en 1977.

## Synopsis
Calcutta. Neelkhanta, un écrivain réfugié du Bangladesh, ayant œuvré pour la réunification, sombre dans l'alcool. Sa femme et son fils l'abandonnent. Privé de domicile, il vagabonde en compagnie d'un jeune chômeur, d'une réfugiée et d'un ancien professeur. Assis dans les squares et les parcs, ceux-ci discutent de l'avenir de l'Inde et de problèmes artistiques. Neelkhanta se décide pourtant à revoir sa femme dans le village où elle exerce le métier d'institutrice. La campagne est en proie à des heurts entre policiers et militants naxalites. Au cours d'un affrontement, Neelkhanta est malencontreusement abattu.

## Fiche technique
- Titre du film : Raison, discussions et un conte
- Titre original : Jukti, Takko ar Gappo
- Réalisation et scénario : Ritwik Ghatak
- Photographie : Baby Islam - noir et blanc, 35 mm
- Montage : Amalesh Sikdar
- Son : Shyamsundar Ghosh, Jyoti Chatterjee
- Chorégraphie : Shambhu Bhattacharya
- Musique : R. Ghatak
- Production : Rit Chitra, Surama Ghatak
- Durée : 120 minutes
- Pays d'origine :  Inde
- Langue : bengali
- Année de sortie : 30/09/ 1977

## Distribution artistique
- Ritwik Ghatak : Neelkhanta Bagchi
- Tripti Mitra : Durga
- Saonli Mitra : Bangabala
- Saugata Barman : Nachiketa
- Bijan Bhattacharya : Jagannath
- Ritaban Ghatak : Satya
- Utpal Dutt : Shatrujit
- Jnanesh Mukherjee : Panchanan
- Ananya Ray : le leader des naxalites